# Goat Fell
Goat Fell (skrevet som Goatfell på Ordnance Survey; skotsk gælisk: Gaoda Bheinn) er det højeste punkt på Isle of Arran med en højde på 874 m. Det er en af de fire Corbetts på øen. Bjerget er ejet af National Trust for Scotland, sammen med det nærliggende Brodick Castle.
Navnet menes at betyder Gede Bjerg (fra nordisk geita).